# かまいたちの夜2 監獄島のわらべ唄
『かまいたちの夜2 監獄島のわらべ唄』（かまいたちのよるツー かんごくじまのわらべうた）は、チュンソフトから発売されたゲームソフト。2002年7月18日にPlayStation 2用のアドベンチャーゲームとして発売された。
チュンソフトのサウンドノベル第4弾。前作『かまいたちの夜』を本作の劇中劇としている。続編に『かまいたちの夜×3 三日月島事件の真相』がある。

## 作品解説
制作スタッフ
総監督は落合信也。美術監督は種田陽平。音楽の一部は前作のアレンジだが、新規の音楽は東儀秀樹、パッパラー河合、羽毛田丈史が担当。
脚本については、前作に引き続き我孫子武丸（脚本執筆はサブシナリオ「わらび唄篇」「ラブテスター篇」のみで、脚本監修をメインとしていた）、それに加え牧野修（サイキック篇・陰陽篇・洞窟探検篇・惨殺篇など）、田中啓文（わらべ唄篇・底蟲村篇など）。
作品構成
最初にプレイする殺人事件が題材の「わらべ唄篇」の正規エンディングを見ると文章中の選択肢が増加し「底蟲村篇」「陰陽篇」「サイキック篇」が追加。それらのエンディングを見ると前作に引き続きピンクのしおりが出現し、「ぼくの青春篇」「ぼくの恋愛篇」「官能篇」、「わらび唄篇」が追加。その後黒のしおりが出現し「妄想篇」「洞窟探検篇」「惨殺篇」が追加される。
前作同様どのシナリオをプレイするかで各キャラクターの設定は大幅に異なり、「サイキック篇」では真理の視点で物語が進むことになる。
「わらべ唄篇」など前作との繋がりが深いものも多いが、予備知識なしでも楽しめる。前作と同様に多シナリオ形式を採用しているが、シナリオ間にゆるい関連性や設定の共有などが見られ、全体像としては前作とは若干異なる作りである。その反面、本編の流れから外れたバッドエンドではそれまでのシナリオ設定から大きく離れることもあり、不条理ギャグやホラー調の展開を見せることがある。
作品演出
前作よりも「惨殺篇」「陰陽篇」は暴力描写が激しく、「官能篇」は性的描写がシルエットでも分かる程鮮明である。
波の表現に使われた「ループムービー」はアニメーションではおなじみの手法だが、実写映像によるものは目新しく、つなぎ目を意識させない合成は、雑誌『ファミ通』、TV番組『ゲームWAVE』などで紹介され評価された。波以外にも、屋敷の上空でカラスが飛んでいたり、滴る血の表現などにも効果的に使用されている。
BGMとしてクラシック音楽が使われており、とりわけ「サイキック篇」におけるドラマティックな効果に貢献している。
その他、人物などは3Dを使って表現されており、より自然に人物が動いたり、髪の毛が潮風で揺れるなど、リアルな作品表現がなされている。また、館も3D制作することにより、前作よりも凝った演出が可能となった。
その他
CDドラマ『かまいたちの夜2 オリジナルストーリー』が発売されている。
また、テレビ局であるTBSとタイアップを行って2時間テレビドラマ『かまいたちの夜』（内容はゲームと直接関係無し）を7月3日に放送し、本作の初回限定版スペシャルBOX同梱のDVDビデオにドラマの全編を収録している。

## ストーリー
シナリオ名の後ろの括弧内はシナリオ担当者。本作に限り、シナリオ表記の末尾が前作と異なり「編」ではなく「篇」となっている（続編『かまいたちの夜×3 三日月島事件の真相』では再び「編」表記に戻された）。
プロローグ
冬山のペンション「シュプール」で起こる殺人事件を描いたゲーム『かまいたちの夜』がヒットした礼と称して、その作者である「我孫子武丸」を名乗る人物から、彼の別荘へと招待された透と真理。実際のシュプールでは殺人事件など起こらなかったのだが、ゲームの登場人物のほとんどは1年半前の吹雪の日に実際に集った人々であった。
登場人物の性格や言動などを忠実に再現したそのゲーム内容から考えて、「我孫子武丸」を名乗る人物は、あの日シュプールに居合わせた誰か、もしくはその関係者である可能性が高いものの、その正体はわからない。疑問を抱えながらも透たちは、絶海の孤島である三日月島へとやってくる。
わらべ唄篇（田中啓文）
物語の本編。三日月島に伝わる奇妙なわらべ唄になぞらえ、招待客が次々と殺害されてゆく。透は我孫子武丸の正体、密室、アリバイなどの謎に挑む。前作と同様に、本編は密室サスペンスだが、前作と違い、選択次第で事件を食い止める事は展開上、不可能となっている。ホラー、残虐的な要素もあるが、理不尽・ギャグ的エンディングも多い。
ベストエンディングを迎えることで、「底蟲村篇」「サイキック篇」「陰陽篇」のシナリオが追加される他、「わらべ唄篇」自体にも本筋と関係のないバッドエンディングが多数追加される。
底蟲村篇（田中啓文）
三日月島の中にある廃村「底蟲村」に伝わる不老不死の民間伝承にまつわるストーリー。興味を示した招待客達は底蟲村に向かうことになる。わらべ唄に出てくる「みのむし」について、徐々にその真実が解明されてゆき、底蟲村の全貌も次第に明らかになる。ホラー、グロテスクな要素が非常に多く、またそれに伴いBGM、背景、効果音も不気味なものが多い。
陰陽篇（牧野修）
到底人間には不可能な方法で招待客が次々と殺されてゆく。殺害現場に残される1枚の紙。1人殺されるたびに食堂に血の線が1本ずつ引かれていく。すべてが揃うと何が起きるのか。「犯人」の目的、殺人から逃れる方法は何なのか。招待客達は生け贄なのか、それとも……。有り得ない状況に招待客達は次第に変貌していく。全体的にホラー的な要素が強く、またそれに伴い残虐なシーンが非常に多い。
サイキック篇（牧野修）
ヒロインである真理を主人公としたストーリー。真理が目覚めた超能力、サイコメトリーで事件を究明してゆく。彼女は物語の鍵となる「ガンツフェルト症候群」の謎に迫っていく。サスペンス的な要素が多いが、アクション的な要素もある。
ぼくの恋愛篇（田中啓文）
本編から分岐する短編ストーリー。三日月島に訪れた主人公と真理の前に、招待主の「我孫子武丸」が姿を現すが……。
ぼくの青春篇（田中啓文）
本編から分岐する短編ストーリー。透は真理に長年の想いを伝えるため三日月島を目指す。
わらび唄篇（我孫子武丸）
本編から分岐するストーリー。三日月島に招待されるものの、何かの事件に巻き込まれることを危惧した透が、真理を守るべく暴走する。本編のパロディ要素も多く、お笑い要素が強いシナリオ。
官能篇（牧野修）
陰陽編から分岐するストーリー。透は壊れた謎の石碑を修復するが、その後何故か真理を初め他の登場人物からの誘惑に巻き込まれていく。シナリオはその名の通り官能的な部分があるが、ギャグ的な要素も非常に多い。
妄想篇（牧野修）
本編から分岐するストーリー。物語の進行がとぎれとぎれになっていたり、等身大だったシルエットが歪曲していたり、BGMがいびつなアレンジになっていたりと、まるで悪夢の中にいるような不可解な描写がなされている。劇中劇とされていた前作『かまいたちの夜』とのつながりが深く、田中一郎や猫のジェニーも登場する。序盤で洋間に正座するシーンはウルトラセブンのメトロン星人が登場するシーンを参考にしており、激しく首を振るシーンはデビッド・リンチのイレイザーヘッドを参考にしている。
惨殺篇（牧野修）
本編の第3の殺人が発生したところから分岐するストーリー。第3の犠牲者の身体の中から出てきた蟲のような生物。心の底から沸きあがるある感情に、招待客達は少しずつ侵されてゆく。題名通りに流血、残虐なシーンが多く、効果音も不気味なものが多い。
洞窟探検篇（牧野修）
本編から分岐するストーリー。監獄島の地下に存在する迷宮に入り、謎を解きながら冒険してゆく。最深部にあるこの島の宝とは?きちんと謎を明かしていかないと先に進めなくなっており、それに伴い洞窟の詳細が明らかになる。パズルのシーンが多くありミニゲームというスタイルをとっている。何度も挑戦ができると面白味がなくなる事もあり、一時的に読み戻しが効かなくなるものがある。
特定のシーンで暗号を解くと、前作の「チュンソフ党の陰謀編」に相当する謎のメッセージを見ることができるが、本作では独立したシナリオ扱いになっていない。
ラブテスター篇（我孫子武丸）
PS2版のみ収録。「ピンクの栞」でメニュー画面に現れる2人用シナリオ。本編とは独立したモードになっており、透と真理が初めてのデートらしいデートをすることになる。1Pが透（男性役）、2Pが真理（女性役）となり、互いの選択肢によってデートをうまく進めていく。選択肢は各ボタンで直接決定するため、相手が選んだ選択肢は互いに分からないようになっている。2人の相性によってゲーム展開が変わり、プレイ終了後に診断結果が出される。
ちょっとHなかまいたちの夜2
PSP版のみ収録。「ピンクの栞」でサウンドプレイヤーに追加される、音声のみのシナリオ。三日月島に訪れた透は、招待客達が妖しい行為を行っている声を館のあちこちで聴くことになる。『3年B組金八先生 伝説の教壇に立て!』に登場した中島ヒカルと月山美咲が、三日月館で働くメイド役としてゲスト出演している。

## 栞
特定の条件を満たすと栞が挟まれ、見られるシナリオが増加する。
ピンクの栞
「わらべ唄篇」のベストエンディングを迎えた後、「底蟲村篇」「サイキック篇」「陰陽篇」の全ベストエンディングを迎えることで出現する。「ぼくの青春篇」「ぼくの恋愛篇」「官能篇」「わらび唄篇」のシナリオが追加される。
さらに、PS2版では「ラブテスター篇」、PSP版では「ちょっとHなかまいたちの夜2」も追加されるが、これらのシナリオは独立しており本編のプレイ状況に影響しない。
黒の栞
「ぼくの青春篇」「ぼくの恋愛篇」「官能篇」「わらび唄篇」の全ベストエンディングを迎えることで出現する。「妄想篇」「惨殺篇」「洞窟探検篇」のシナリオが追加される。
金の栞
各ストーリーの全エンディングを迎え、さらに「洞窟探検篇」で謎のメッセージを見ることで出現する。出現後に新たなシナリオは追加されないが、特定のルートを通過する時に、ある一定の確率で画面背景が突如モザイクになり、謎のメッセージが表示される。

## 登場人物
前作のメイン登場人物は本作でも何らかの形で全員登場するが、うち数名は一部のシナリオでは登場しない。
以下は「わらべ唄篇」における基本設定を主に記載しており、一部のシナリオでは設定が変化する。
声優はドラマCD版『かまいたちの夜2 監獄島のわらべ唄 オリジナルストーリードラマ』、およびPlayStation Portable版収録『ちょっとHなかまいたちの夜2』のもの。
矢島透（やじま とおる）
声 - 小野大輔（PSP）
21歳、身長172cm。本作の主人公（名前は変更可能）。大学生。普段は冴えない男で、優柔不断・思い付きで発言をする等問題も多いが、いざという時に鋭い推理力を発揮する。真理とは未だ友達以上恋人未満の間柄。
小林真理（こばやし まり）
声 - 細野雅世（PSP）
21歳、身長165cm。本作のメインヒロインおよび「サイキック篇」における主人公（名前は変更可能）。才色兼備で、スタイルも抜群。歴史・宗教・時事などに人並み以上の知識がある。
透のガールフレンド（文字通りの女友達）だが、1年半ほど前に父が北海道に転勤になり、母も病身なこともあって大学を辞めて引っ越したため、透とは手紙や電話でのやり取り程度と疎遠になっていた。
小林二郎（こばやし じろう）
声 - 坂東尚樹（PSP）
45歳、身長165cm。真理の叔父。脱サラし、長野で妻の今日子と一緒にペンション「シュプール」を営む。料理の腕は超一流。今回は三日月島に招待されたわけではなく、真理から今回の話を聞いて勝手についてきた。趣味は釣り。妻の今日子をとても愛している。
久保田俊夫（くぼた としお）
声 - 田口トモロヲ（ドラマCD）
26歳、身長184cm。「シュプール」の元アルバイター。みどりとの結婚を機に大学を中退し、現在はスポーツ用品メーカーで働いている。スキーを初め、スポーツが大好き。身長184cmで色黒のスポーツマン。思いやりがあり行動力もあるが、感情的になりやすく、暴力沙汰を起こすことも多々ある。みどりをとても愛している。
「わらべ唄篇」では彼ら夫婦も小林同様に招待状を受け取ってはいないものの、可奈子から話を聞いてみどりと共に三日月島にやって来た。「底蟲村篇」では半年前に事故で亡くなっている。
前作では「俺」だった一人称が「ぼく」になっている（他の場面やシナリオではたまに「俺」になるときもある）。
久保田みどり（くぼた みどり）
声 - 栄順（ドラマCD） / 増田ゆき（PSP）
27歳、身長160cm。「シュプール」の元アルバイター。明るく活発な性格。俊夫と結婚した。旧姓は「篠崎」。現在は俊夫と同じスポーツ用品店の事務員として働いている。中肉中背で丸顔、ポニーテールで、スポーティーな外見。
渡瀬可奈子（わたせ かなこ）
19歳、身長172cm。東京でOLをしているスレンダーな女性。話す言葉からキツい印象を受ける。会社では受付嬢の仕事をしている。啓子とは同僚で、親友。「サイキック篇」では、田嶋可奈子という名前になる。比較的美人なルックスによいプロポーション。上昇志向が強く、芸能界に強い興味を持っている。
北野啓子（きたの けいこ）
19歳、身長155cm。可奈子の同僚。食欲旺盛のぽっちゃり体型。可奈子とは正反対のおっとりした性格だが、不思議と馬が合うらしい。
美樹本洋介（みきもと ようすけ）
32歳、身長180cm。フリーカメラマン。長身で逞しい身体付きと髭面のワイルドな風貌に反してフェミニストな一面がある。地方の伝承や風習などに非常に詳しい。ローンで高額なクルーザーを買うなど、堅実よりも冒険や変化を求めるタイプ。
俊夫とは逆に、前作では「ぼく」だった一人称が「俺」になっている。
香山誠一（かやま せいいち）
声 - 大川透（PSP）
55歳、身長155cm。大阪の不動産会社社長。金儲けの話には目が無いが、どこか憎めない関西弁の中年男性。前作に登場した妻の春子とは離婚しており、現在は夏美と結婚。小林二郎の恩人でもある。今回の招待状はかつての香山夫妻宛として彼に来ていたが、別れた春子は流石に呼べないとのことで連絡せず、新妻の夏美を連れて島にやって来る。大学では国文学科を専攻しており、卒論は「勝者の物語としての古事記」。中学時代はバトントワラーズをやっており、高校時代は柔道をやっていた、さらに関西記憶力連盟の副会長を務めていたという実績があるというが、真偽は不明。お調子者で感情的になりやすいが、深い思いやりを持つ一面も見せる。
香山夏美（かやま なつみ）
声 - 青井愛（ドラマCD） / 氷上恭子（PSP）
22歳、身長160cm。香山誠一の後妻。茶髪と濃い化粧、露出の多い服と、かなり派手。関西弁が特徴。勝気でさっぱりとした性格。夫の香山曰く「昔から手癖が悪いところがありなかなか治らない」、つまり「窃盗の常習癖」がある。一部シナリオでは、宗教学・民俗学・陰陽関連の事象に関する造詣が深い一面を見せるという設定が追加される。「サイキック篇」では、米倉夏美という名前になる。派手な遊び人のイメージだが、香山のことは心から愛している。
正岡慎太郎（まさおか しんたろう）
声 - 伊藤ヨタロウ（ドラマCD）
34歳、身長170cm。ゲームプロデューサー。ゲーム『かまいたちの夜』のプロデュースを手がけた人物とされ、続編の打ち合わせのため三日月島に招待される。プライドや自己顕示欲が高く、自己自慢や他人への見下し・批判が鼻につく嫌な性格の人物。また、かなりの女好きで女性に対して馴れ馴れしく接する。閉所恐怖症。
村上つとむ（むらかみ つとむ）
41歳、身長158cm。自称「大物作曲家」。ゲーム『かまいたちの夜』の続編のBGMを担当することになり、打ち合わせのため三日月島に招待される。プライドが高く、怒りの沸点が低い。事あるごとに大声を出す傾向にある。ゲームの進行次第では本人の音楽家としての実力を垣間見ることができるシーンがある。
菱田キヨ（ひしだ キヨ）
声 - 伊藤ヨタロウ（ドラマCD） / 羽島靖子（PSP）
77歳、身長150cm。三日月館の管理を任された老婆。腰が低く、温和な性格。
我孫子武丸（あびこ たけまる）
三日月島の招待主。ゲーム『かまいたちの夜』の原作者とされているが、多くのシナリオで姿は見せず、どんな人物かは不明。シナリオによって正体が様々に異なり、別人のペンネームである場合もある。一部の展開では本人が登場することもあり、いかつい顔の、お世辞にもハンサムとは言えない若い男と表現されている。
船長
主人公たちを三日月島へ送迎し、島についての因縁を話す。
河村亜希（かわむら あき）
ショートカットでメガネを掛けた女性。前作で可奈子と啓子の同僚として登場したが、本作では三日月島の参加メンバーに含まれておらず、別の形で登場する。
小林今日子（こばやし きょうこ）
小林二郎の妻。料理が下手。本作では数日前から友人と旅行に出ているとのことで、三日月島の参加メンバーに含まれておらず、別の形で登場する。
香山春子（かやま はるこ）
香山誠一の前妻。落ち着いた性格の和風美人。本作では既に香山と離婚しているということで、三日月島の参加メンバーに含まれておらず、別の形で登場する。
岸猿伊右衛門（きしざる いえもん）
明治時代に財を成した岸猿家のかつての当主。昭和に入ってから岸猿家は没落の一途をたどり、伊右衛門は三日月島の岸壁から身を投げたと伝えられている。
四ツ橋某太郎（よつはし ぼうたろう）
「ぼくの恋愛篇」に登場する男性。大学に居た頃の真理の同級生で、彼女と一緒にシュプールに行ったことがある。
義男（よしお）
「ぼくの青春篇」に登場する男性。22歳。会社の同僚4人と共同で船を購入し、透と真理と共に三日月島に訪れた。
網曳和弘（あびこ かずひろ）
「陰陽篇」では地元出身の郷土史家で、『網曳村–民間宗教の源流』という本の著者。
「洞窟探検篇」では船長の息子。大学で民俗学の助教授をしていた。岸猿家の財宝にまつわる謎の覚書を残す。
中島ヒカル、月山美咲
声 - 沢城みゆき、谷井あすか（共にPSP）
両名とも『3年B組金八先生 伝説の教壇に立て!』からのゲストキャラクター。PSP版の「ちょっとHなかまいたちの夜2」にて、三日月館でアルバイトしているメイドとして登場。
ダイイング・メッセージ
「わらべ唄篇」に登場。三日月館別館に宿泊している金髪の外国人中年男性。女性を殺害した経験がある。

## 作品設定
三日月島
三日月の形をした島。かつて島には底蟲村があったが廃村となり、その後に岸猿家が私設監獄を建てたらしいが、大正に廃止となった。それ以降は無人島となっていたが、我孫子が買い付け、監獄を屋敷に改修した。
底蟲村
江戸時代の三日月島にあった村。何かの理由により、廃村となった。
岸猿家
三日月島のある地方に存在した名家。大変な資産家で、明治時代に紡績工場を建設して巨大な富を得たが、その一方で各地から奉公人たちを何百人も安い賃金で集め、工場で奴隷のように強制労働させていた。
その使いぶりたるや、三日月島のある地方に「命惜しくば岸猿に奉公ぶつな。金も体もたまらんたまらん」という言葉が残っているほどで、奉公人には反抗したり逃げ出す者も出ていたが、そういった者たちは三日月島に岸猿家が建設した私設監獄に閉じ込められ、ほとんどが生きて島を出ることはなかったという。
大正になり、世間の目が厳しくなったこともあり私設監獄は廃止されたが、昭和に入ると工場の全焼、相場での失敗、番頭に金を持ち逃げされるなどの出来事により没落し、最後の当主である伊右衛門は太平洋戦争前に三日月島の岸壁から身を投げて死に、残った家族も行方知れずとなった。その没落は、監獄に閉じ込められた「奉公人たちの祟り」とも噂されたという。
わらべ唄
江戸時代の底蟲村で歌われていた唄で、歌詞は5番まである。「悪たれイタチのふうのしん」が村人の喉を切り裂いたり、女郎蜘蛛の手足をもいだり、山姥を高い所に立たせたり、夏に大雪を降らせたりするので、被害にあった者たちが痛みや恐怖に泣いている…という内容である。最後にふうのしんは、わっかが解ければ慌てて逃げる…と唄われている。
シナリオによっては、上記とは全く別のわらべ唄が伝わっている。

## ロケ地
このゲームの背景のグラフィックは、多くの場面を日本各地をロケーションして撮影された写真をスキャンして、それをデジタル加工するという手法を使って製作されている。シーンによっては特定の場所の写真だけでなく、複数の場所の写真を合成して作られている場合もある。
撮影期間はのべ2ヵ月間で、ほぼすべてが日帰りでの撮影だった。撮影された写真の総枚数は6,000枚以上にも及んだ。なおオープニングムービーの撮影は、調布市にある布田天神社や、佐渡の二つ岩大明神、賽の河原などで行われている。
各シーンの撮影場所については以下のとおり。
- 監獄島の全景：猿島（神奈川県）
- 島の洞窟：石廊崎（静岡県）、あぶくま洞（福島県）
- ハーバー：黄金崎（静岡県）
- 風祝波祝神社：泊観音（三重県）
- 人造湖：切込湖、刈込湖（栃木県）
- 三日月館：東京都水道局駒沢給水所、JR原宿駅（東京都）、戦場ヶ原（栃木県）
- 島の丘の上：城ヶ島（神奈川県）
- ビーチ：黄金崎、下田港（静岡県）
- 底蟲村：八坂村の廃村（長野県）
- 網曳村：佐渡の漁村（新潟県）
- ラブテスター篇のデートスポット：都内のレストラン、居酒屋

## 移植機種や変更点
- 初回限定版『スペシャルBOX』には、TVドラマ『かまいたちの夜』のドラマ本編・未放送カット・メイキング集、『かまいたちの夜2』ゲーム本編のメイキング集・ゲーム製作風景・クリエイターインタビューなどを収録した「プレミアムDVD」が同梱され、ヒロイン「真理」のフィギュアが付属した「特製“真理フィギュア”携帯ストラップ」、ゲームの登場人物が描かれた「特製マウスパッド」の計3点が付属。また、通常版・初回限定版ともに早期予約特典としてプロモーション映像「スペシャルPV」を収録したDVDも存在する。
- 2003年4月3日に廉価版PlayStation 2 The Best版が発売された。こちらには、『スペシャルBOX』からの再録となるメイキング映像・クリエイターインタビューが収録された「スペシャル映像CD」が特典として同梱されている（TVドラマは未収録）。
- 2004年12月16日より携帯電話アプリ版が配信開始されている。
- 2006年5月25日に「セガ×チュンソフトプロジェクト」プロジェクトの一環として、PlayStation Portableにて移植版『サウンドノベル・ポータブル かまいたちの夜2 特別篇』が発売されている。
- 2006年7月27日発売のPlayStation 2版『かまいたちの夜×3 三日月島事件の真相』にも、本作のメインストーリー部分のみが「監獄島のわらべ唄編」として収録。なおその際、一部の台詞が変更されている。

| No. | 発売日         | 対応機種             | タイトル                                                | 開発元       | 発売元                | メディア                     | 型式       | 価格 | 売上本数    | 備考                                                        |
| --- | -------------- | -------------------- | ------------------------------------------------------- | ------------ | --------------------- | ---------------------------- | ---------- | --- | ----------- | ----------------------------------------------------------- |
| 1   | 2003年4月3日   | PlayStation 2        | かまいたちの夜2 監獄島のわらべ唄 PlayStation 2 the Best | チュンソフト | チュンソフト          | DVD + CD                     | SLPS-73413 | 3,150円（税込） | -           | 廉価版、「スペシャル映像CD」付属                            |
| 2   | 2004年12月16日 | 携帯アプリ           | かまいたちの夜2 監獄島のわらべ唄                        | チュンソフト | チュンソフト ドワンゴ | iモード EZweb Yahoo!ケータイ | -          | iモード:月額315円（税込）/300ポイント EZweb:ダウンロード課金 525/420/210円（税込） Yahoo!ケータイ:従量課金 525/315/105円（税込） | -           | 一部シナリオが削除されている                                |
| 3   | 2006年5月25日  | PlayStation Portable | サウンドノベル・ポータブル かまいたちの夜2 特別篇       | チュンソフト | セガ                  | UMD                          | ULJM-05110 | 4,800円（税別） | 約2万2000本 |                                                             |
| 4   | 2006年7月27日  | PlayStation 2        | かまいたちの夜×3 三日月島事件の真相                     | チュンソフト | セガ                  | DVD-ROM                      | SLPM-66452 | 6,090円（税込） | -           | 「わらべ唄篇」のみ収録                                      |
| 5   | 2007年8月30日  | PlayStation Portable | SEGA THE BEST かまいたちの夜2 特別篇                    | チュンソフト | セガ                  | UMD                          | ULJM-05268 | 2,500円（税別） | -           | 廉価版                                                      |
| 6   | 2012年3月27日  | PlayStation Store    | サウンドノベル・ポータブル かまいたちの夜2 特別篇       | チュンソフト | チュンソフト          | ダウンロード                 | -          | 1,980円（税込） | -           | PlayStation Portable対応 PlayStation Vita / Vita TV互換対応 |

### 携帯アプリ版
- 「わらべ唄篇」「底蟲村篇」「陰陽篇」「サイキック篇」「わらび唄篇」の5シナリオのみプレイ可。それぞれをシナリオ毎に個別配信。
- iモード版でのエフェクトやムービーには数秒のiモーションが使われている。
- 容量の関係で、各シナリオの分岐およびエンディングを大幅カット。それにより一部内容が変更され、中にはグッドエンディングがバッドエンディング扱いに、代わりにあるバッドエンディングをグッドエンディングとするシナリオもある。
- ゲーム内で使用された音楽を着メロとしてダウンロード出来る。これにはポイントを支払う必要があるが、特定の条件を満たせば無料でプレゼントされる物も存在する。
- アプリ本体とは別に、サイト上で読めるケータイ小説として、ゲームブック「香山さん探偵帳」（書籍『三日月島奇譚』より）、サイト小説「聖母篇」（書籍『あなただけのかまいたちの夜2』より）収録。各80ポイント。

### PlayStation Portable版
- PSPの画面アスペクト比に特化し、縦横比を「16:9」と「4:3」から変更可能。
- サウンドを再構成し、一部を疑似サラウンド化。
- BGMを自由に聴ける「サウンドプレイヤー」が追加。タイトル画面のメニューから選択できる。
  - 『かまいたちの夜2』で使用された計61曲に加え、『かまいたちの夜』から計33曲も収録。いずれもデフォルトで選曲可能。
  - さらに条件を満たすと、新規追加のサウンドドラマ「ちょっとHなかまいたちの夜2」を聴くことが可能になる。
- 「特報」として『かまいたちの夜3 三日月島事件の真相』の発売前予告PVを収録。タイトル画面のメニューから選択できる。
- PS2版にあった「ラブテスター篇」は未収録。また、振動が未対応になったことでタイトル画面から「環境設定」が削られている。
- 過激な暴力描写や官能表現の削除、修正（惨殺篇の残虐的なシーンなど）。
- エンディングおよび一部劇中（わらべ唄篇の船着場、惨殺篇の謎解きシーンなど）のムービーが削除。
- セーブデータの保存可能数が3個に減少。

## 開発
本作はPlayStation 2発売前に企画されたため、当初はPlayStation対応ソフトとして製作が進められていた。チュンソフトではしばらくサウンドノベルの新作を制作していなかったこともあり、同ジャンルの中で人気の高かった『かまいたちの夜』の続編の製作が決定。前作で脚本を担当した我孫子武丸に打診したところ、作業量やアイデアを出す点でひとりでは厳しいとの返答が来たため、チュンソフト側では脚本担当を増やすことを検討する。
前作で監督を担当した麻野一哉のバックアップもあり、本作での監督は落合信也が担当することとなった。多数のクリエイターが参加したことに関して落合は、「ユーザーの方が満足できるだけのボリュームは用意したいと思っていたんですが、ここまで大がかりになるとは、正直思っていなかった」と語っている。
また、『かまいたちの夜』の続編ということもあり、登場人物のシルエットは必要であると考え、前作をプレイした人間が納得できるよう、試行錯誤を繰り返し、製品版の状態になるまでおよそ半年は掛かっている。
建築物に関しては、実在しない建物のため、映画を一緒に製作してそのセットを使用するという案を中村光一が提案するが、コスト面で現実的ではないため没となった。
その後、建築物の設計は建築家に依頼することを検討するが、最終的に映画のセットなどを手掛けていた種田陽平に依頼した。
また、脚本に関しては、我孫子からの推薦により田中啓文と牧野修が参加し、麻野から「前作は冬でカラッとしていたため本作では夏でジメッとした作品にしたい」との申し出があり、田中は伝奇ものが得意であったため「わらべ唄篇」を執筆することとなった。
スタッフサイドでは「わらべ唄篇」を当初から本編とする意思はなかったが、複数の脚本が仕上がった段階で、「わらべ唄篇」が最も長く、重いストーリーとなったため本編として採用されることとなった。
「わらべ唄篇」に関して麻野は、「前作でバッドエンドを本当のエンディングと勘違いしてる人が多かったんですよ。今回はそうなってほしくないので、とりあえずメインの『わらべ唄篇』は解きやすくしたつもりです」と語り、落合は「今回は犯人探しだけじゃなくて、トリックと真相に醍醐味がありますので、そこを見て欲しいですね」と語っている。

## スタッフ
- 監修・脚本：我孫子武丸
- 脚本：田中啓文、牧野修
- 美術監督：種田陽平
- 作曲・編曲・演奏：東儀秀樹、パッパラー河合、羽毛田丈史
- オープニングムービー監督：武藤眞志
- CG制作特別協力：庄野晴彦
- タイトル・パッケージデザイン監修：佐藤三雄
- 演出・編集：松橋武、近藤英明、伊東幸一郎、山根敬洋
- キャラクターデザイン：山浦昇一郎
- CG監督：大藤充彦、村中恵、青柳利実、佐々木真治、小野崎武
- CG制作：中村基、高橋一彦、杉山篤司、松井磨、俵弘一
- 美術助手：佐々木尚、西川公子、舩木愛子、杉本亮、森朝子
- CG制作協力：
  - 山下智也、木村太郎、宮國賢剛、本田大輔、島崎章
  - 森田典志、門健一、広瀬雄一、原田準子、岡久美子、加藤崇志
  - 島田敬介、庄野博美、早野海兵、花房伸行、牛山雅博、小山優一、窪田純子、今村理人、大石直人
- プログラム監督：福田裕二
- プログラム：齊藤将之、大矢哲也、佐藤洋平、福沢正
- サウンドプログラム協力：赤尾実、赤松智
- サウンド監修：福田康文
- 編曲・演奏：小西輝男、浅井真、谷本真規
- 演奏：藤原文吾、内山ふみ、寺田達郎
- 効果音：中村栄治、中岡将二郎、祖堅正慶
- 音楽技術協力 
  - マニピュレータ：鍵山稔
  - エンジニア：野崎正律、小林敦、丑山智一
  - マスタリング：山形一弘
- オープニングムービー制作：
  - 株式会社フロッグエンターテイメント、株式会社トゥーマックス
    - 製作：永田豊志、伏水純孝
    - 助監督：石井貴英
    - 撮影：川端健一
    - 照明：多々良隆弘
    - 美術：荒井茂
    - 美術助手：武井淳子
    - スタイリスト：三田真一
    - ヘアメイク：三澤公幸
    - 特殊メイク：織田尚
    - 編集：馬場和弘
    - ステディカム：吉岡泰弘
    - VE：森田一平
    - 制作進行：内山奈保子、福田忍、溝部政則
- 宣伝・広報：中西一彦、山内貴晶、平塚浩志
- プロモーション：山本啓介、宮下秀俊
- 営業：西畑幸雄、粟田浩介、越知幸子
- 解説書制作：壹岐昌五
- 解説書制作協力：斉藤睦志、山科彩
- タイトル・パッケージデザイン制作：嘉手川里恵
- 製作進行：田村寛人
- 総合監修：麻野一哉
- 総監督：落合信也
- 製作総指揮：中村光一

## 評価
ゲーム誌「ファミ通」のクロスレビューでの評価は、9・9・9・9の合計36点（満40点）でプラチナ殿堂入りを獲得した。 

## 関連作品

### 公式ファンブック
- 『かまいたちの夜2 監獄島のわらべ唄 公式ファンブック』 ISBN 4-924978-26-4 / チュンソフト、2002年7月

イメージビジュアル&ダイアログ、メイキング集、クリエイターインタビュー、攻略までの道などを掲載。

### 三日月島奇譚
- 『かまいたちの夜2 オリジナルノベルズ 三日月島奇譚』 ISBN 4-924978-27-2 / 我孫子武丸、田中啓文、牧野修・著、2002年7月31日

本作のシナリオを手がけた3名が書く、ゲームを元にしたオリジナルストーリーの小説。
- 導入「わらべ唄」
- 「底蟲村異聞」 / 我孫子武丸
- 「底蟲村記録抄書」 / 牧野修 - 記録集形式の作品。
- 「香山さん探偵帳」 / 田中啓文 - ゲームブック形式の作品。後に携帯アプリ版のサイトでも公開された。

上記の他、作家3名の対談なども収録。

### あなただけのかまいたちの夜2
- 『サウンドノベル・アンソロジー あなただけのかまいたちの夜2』 ISBN 4-924978-33-7 / チュンソフト・編、2003年4月17日

前作『かまいたちの夜』で企画された『あなただけのかまいたちの夜』の続編にあたる書籍。前作と同じくユーザーから一般公募で新たなシナリオを募集し、その240以上の応募作品の中から入選した作品を収録したものである。また、期間限定プレミアムサイトで公開されていたシナリオや企画も一部再録されている。
- 大賞・我孫子武丸賞・田中啓文賞「聖母篇」 / 水口博毅 - 後に携帯アプリ版のサイトでも公開された。
- 優秀賞「殺人魚篇」 / 原田翼
- 優秀賞「かまいたちの夜に、監獄島のわらべ唄を」 / 門名浩則
- 牧野修賞「香山さんのカラオケ大会〜みなはん、おおきに〜」 / 上柳志織
- 中村光一賞「犯人考察篇」 / 鈴木翔太
- 麻野一哉賞「あの人篇」 / 鈴木翔太
- 落合信也賞「人魚姫（マーメイド）の眠る海」 / 江田夕海
- SBP賞「真・我孫子篇」 / RAGENT
- 「かまいたちの夜2開発秘話 かまいたちの舞台裏」 - 元はプレミアムサイトに掲載されていた設定資料や開発上の裏話。
- ユーザー参加リレー小説優秀作「飛翔島篇」 / オニカマス、Shine、三島あゆみ、lupin、apple、ひろ、顔顔 - プレミアムサイトのユーザー参加企画で行われたリレー小説の優秀作をまとめたもの。
- 「天狗伝承篇 増補改訂版」 / 田中啓文 - 元はプレミアムサイトで掲載された、本作の脚本を担当した田中啓文によるシナリオを加筆改定したもの。

上記の他、選考委員による特別座談会も収録。

#### あなただけのかまいたちの夜2 another side
2003年5月23日から2003年9月30日までの期間限定で行われた公式サイト上の企画。書籍『あなただけのかまいたちの夜2』の宣伝の一環として、入選から漏れた応募作品のうち最終選考候補として残った33作品を、11作品ずつ3回に分けてネット上で公開したもの（現在は閉鎖されている）。ウェブサイトという特性を生かし、分岐形式の作品は選択肢がリンクになっていた。
- 第一回公開作品（2003年5月23日公開）
  - 「子守唄篇」 / 中川大一
  - 「金鼬篇」 / よこた腹D（はらでぃ）
  - 「究極レーサー篇」 / 黒澤新星
  - 「真犯人篇」 / 松崎智則
  - 「復讐篇」 / 平本和也
  - 「続底蟲村篇」 / 清水源
  - 「かまいたちの輪」 / 八月
  - 「もうひとつのかまいたちの夜2 【変格ミステリー篇】または【バケラッタ2篇】」 / 今井美香＆脇田健生
  - 「僕の願い」 / 史々丸
  - 「透明な朝」 / 小澤史明
  - 「非時香果篇」 / 柴田遊
- 第二回公開作品（2003年5月30日公開）
  - 「陰謀の島」 / 中村友美
  - 「かまい槌の夜」 / 瀬戸大祐
  - 「武丸ちゃんの復讐篇」 / 成澤聖
  - 「僕だけが」 / 芳賀矢潤沢
  - 「もしも我が名が「罪」だとしても」 / 浅薙柚椰
  - 「TRUMP」 / 神代大輔
  - 「かまいたちの朝焼け」 / 金杉祐里
  - 「嘘からでた真」 / 長川健輔
  - 「追跡者篇」 / 平本和也
  - 「架空の分岐からの展開」 / Y.O
  - 「「かまいたちの夜」の者たち」 / 小林丈夫
- 第三回公開作品（2003年6月6日公開）
  - 「小夜篇」 / 新山輝
  - 「名探偵＆名助手篇」 / 木村征人
  - 「脱出篇」 / 内藤勇人
  - 「亜希の魂」 / 黒輝影司
  - 「暗号解読篇」 / 関谷里美
  - 「第十三号雑居房」 / 犬吠埼ヂル
  - 「魔界たちの夜」 / 桑山真理子
  - 「化身」 / キリン
  - 「3分の2の密室」 / 正山小種
  - 「かまいたちの夜2〜岸猿家の謎〜」 / 宮本えりか
  - 「サイキック篇 氷の微笑」 / 猫

### 攻略本
- 『かまいたちの夜2 監獄島のわらべ唄 攻略ガイドブック』 ISBN 4-06-339661-4 / 講談社ゲームBOOKS、2002年8月
- 『かまいたちの夜2 監獄島のわらべ唄 公式ガイドブック』 ISBN 4-7577-1186-7 / ファミ通責任編集、2002年10月

### 画集
- 『三日月島 The Art of かまいたちの夜2』 ISBN 4-924978-28-0 / 種田陽平・著、2002年

美術監督の種田陽平が描く『かまいたちの夜2』の原画集。対談も収録。

### CD
ドラマCD
- 『かまいたちの夜2 監獄島のわらべ唄 オリジナルストーリードラマ』 ワーナーミュージック・ジャパン、2002年7月17日発売、2,800円

久保田俊夫を主人公にしたオリジナルストーリー。
キャスト
- 久保田俊夫 - 田口トモロヲ
- 久保田みどり - 栄順
- 菱田キヨ、正岡慎太郎 - 伊藤ヨタロウ（二役）
- 香山夏美 - 青井愛

サウンドトラック
- 『かまいたちの夜2 サウンドトラック』 ワーナーミュージック・ジャパン、2002年7月17日発売、2,500円

サウンドトラック。全13曲収録。
スペシャルCD
非売品。サウンドトラック未収録曲が入ったスペシャルCD。「オリジナルストーリードラマ」と「サウンドトラック」の発売当時、この2つを両方購入すると抽選で1,000名にスペシャルCDがプレゼントされるキャンペーンが実施されていた。